# Xã Piney, Quận Pulaski, Missouri
Xã Piney (tiếng Anh: Piney Township) là một xã thuộc quận Pulaski, tiểu bang Missouri, Hoa Kỳ. Năm 2010, dân số của xã này là 355 người.